# Madeline Early
 Madeline Levin Early (* 1. April 1912 in Brooklyn, New York; † 20. Januar 2001 in Ann Arbor, Michigan) war eine US-amerikanische Mathematikerin und Hochschullehrerin.

## Leben und Forschung
Early wurde als jüngstes von sieben Kindern russischer Einwanderer in Brooklyn geboren. Sie besuchte öffentliche Schulen in New York City und studierte am Hunter College Mathematik, wo sie Mitglied von Pi Mu Epsilon war. 1932 erhielt sie dort ihren Bachelor-Abschluss und studierte anschließend am Bryn Mawr College. 1933 erwarb sie den Master-Abschluss und promovierte 1937 bei William Welch Flexner mit der Dissertation An Extension of the Lefschetz Intersection Theory. Nach ihrer Promotion war sie Ausbilderin am Hunter College. In den ersten Jahren des Zweiten Weltkriegs besuchte sie die Hunter-Bellevue School of Nursing (Brookdale Campus) und erwarb einen Bachelor-Abschluss in Krankenpflege an der angeschlossenen New York University. Von 1945 bis 1947 diente sie bei der Marine im US Naval Hospital St. Albans auf Long Island und später auf der Insel Guam. Anschließend forschte sie bis 1948 an der University of Michigan. 1949 heiratete sie den Mathematiker Harold Early, mit dem sie 1951 einen Sohn bekam und sich 1958 scheiden ließ. 1956 wurde sie Assistenzprofessorin an der Eastern Michigan University, 1959 außerordentliche Professorin und 1967 ordentliche Professorin bis zu ihrer Emeritierung 1975.

## Veröffentlichungen (Auswahl)
- 1934: Levin, M.; Flexner, W. W.: The intersection of arbitrary chains and its boundary. Proc. Natl. Acad. Sci. USA 20.
- 1937: Levin, M.: An extension of the Lefschetz intersection theory. Rev. Cienc. (Univ. Nac. Mayor San Marcos, Lima) 39.

## Mitgliedschaften
- American Mathematical Society
- American Association of University Professors
- Phi Beta Kappa
- Pi Mu Epsilon